# Abraham Ángel
Abraham Ángel Card Valdés (El Oro, Estado de México, 7 de marzo de 1905-Ciudad de México, 27 de octubre de 1924), conocido como Abraham Ángel, fue un pintor mexicano. Exploró el estilo naïf francés, en el contexto del nacionalismo posrevolucionario en el que transcurrió su vida.

## Biografía y carrera

### 1905-1921: primeros años
Nació el 7 de marzo de 1905 en El Oro, Estado de México, siendo el menor de cinco hermanos: Adolfo, Eleuterio, Francisco, Luis Eduardo y Amelia. Su padre fue Lewis Edward Card Burke (originalmente Carthburke Beedgar), un minero y aventurero galés, llegado originalmente al continente americano motivado por la fiebre del oro en San Francisco, el cual viajaba continuamente por toda la república en busca de fortuna en minas de oro y plata. Rígido practicante del protestantismo para con su familia, pocas veces volvió a ver o a hacerse cargo de la familia. Su madre, Francisca Valdez, era originaria de Sinaloa; hija de Rudecindo Valdés y Andrea Hernández, originarios de la Hacienda de los Reyes, a la edad de catorce años se une con el aventurero escocés para iniciar la difícil vida de concubinato.
En 1907, la familia abandonó El Oro y se instaló brevemente en Puebla, aunque, tras el abandono del padre en 1909, Adolfo Card, el hijo mayor, decide trasladarla al barrio de La Lagunilla, en la capital mexicana. Tras años difíciles en la Ciudad de México y acaecida la muerte del padre en 1912, la familia regresa a Puebla, donde la madre bautiza a los hermanos menores y donde Abraham comienza su formación escolar. Tras ser promovido en la Compañía de Luz, Adolfo traslada de vuelta a la familia a la Ciudad de México, donde finalmente se disuelve, quedando bajo el mismo techo tan solo la madre, Adolfo y Abraham, a quien el hermano mayor trató de formar como empleado en la Compañía de Luz.

### 1921-1924: incursión como pintor
Abraham Ángel tuvo su primer acercamiento al mundo del arte cuando empezó a asistir, en 1921, a las clases de pintura impartidas por Adolfo Best Maugard, incorporado a las brigadas de artistas de la Dirección de Dibujo y Trabajos Manuales de la Secretaría de Educación Pública, tal como da testimonio su primer cuadro fechado que tiene una gran influencia del propio Best Maugard en el trazo y colores. Cuando le compartió a su familia que tenía la intención de instruirse formalmente en la pintura y el arte en la Academia de San Carlos, chocó con la oposición de su hermano Adolfo, y ante su negativa de desistir a su cometido, este lo expulsó de su casa, aún cuando su madre y su hermana se opusieron. A comienzos de 1922, luego abandonar su casa, conoció a Manuel Rodríguez Lozano, quien se convirtió en su maestro de arte y con quien inició un noviazgo. Fue en esta época cuando Abraham Ángel decidió dejar de usar sus apellidos familiares y se fue a vivir con Manuel Rodríguez Lozano. Ambos se asentaron en la calle de Bucareli, localizada en el centro de Ciudad de México.

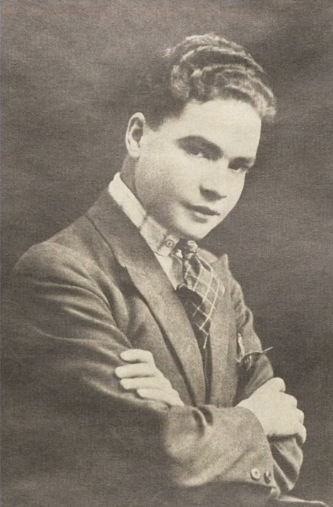
Posando para una fotografía, en 1923.

Iniciados sus estudios, entró en el círculo de artistas de la época siendo presentado por Rodríguez Lozano, forjándose una leyenda a su alrededor, en parte creada por el maestro, quien lo presentaba como el mejor pintor de América, recién llegado de Argentina. En 1923, Rodríguez Lozano fue nombrado profesor de dibujo en la Secretaría de Educación Pública, y en enero de 1924, sustituyó a Best Maugard como jefe de la Dirección de Dibujo y Trabajos Manuales de esta misma institución, mejorando la situación económica de la pareja y permitiéndoles mudarse a la calle de Guanajuato, número 40. Al mismo tiempo, con apenas 18 años de edad, Ángel se consagró como un alumno destacado y asistente prominente, siendo considerado como miembro de «los artistas revolucionarios», en contraposición al academismo de Alfredo Ramos Martínez, encabezado por Diego Rivera, y compuesto por figuras del ámbito intelectual y artístico de la época, tales como José Clemente Orozco, Fermín Revueltas, David Alfaro Siqueiros, Genaro Estrada, Antonio Caso, Carlos Pellicer, Vicente Lombardo Toledano, entre otros.
Durante el transcurso de 1924, el poeta Salvador Novo elogió su talento tras la presentación de algunas de sus obras en la exposición de El Universal Ilustrado, el 19 de junio de ese año. A pesar de su éxito profesional, Ángel se encontró en una lucha personal con su pareja Rodríguez Lozano, quien decidió dar por terminada su relación con él para apadrinar artísticamente a Julio Castellanos, otro joven artífice de la época.

## Muerte
Humillado y dolido luego de haber concluido su noviazgo con Rodríguez Lozano, Ángel empezó a sufrir de depresión. Abandonado tanto por su familia como por su expareja, el 27 de octubre de 1924, fue encontrado muerto a los 19 años de edad, en la residencia que compartía con Lozano. Su deceso se dio luego de haberse provocado una sobredosis con cocaína, pero nunca se pudo esclarecer si fue accidental, o fatal para causarse un suicidio. En su acta de defunción, con fecha del 29 de octubre, se fijó como lugar de entierro el Panteón Civil de Dolores, en una tumba que fue destruida durante la ampliación del antedicho cementerio. Manuel Rodríguez Lozano no apareció como testigo en el acta, y dejó a partir de entonces todo el proceso en manos de su madre, hecho que para el escritor Luis Mario Schneider mostró «su infamia y cobardía, [...] ausente al compromiso.»
Años después, el doctor Raoul Fournier comentó en una entrevista que la mañana después de la muerte de Ángel, Rodríguez Lozano le habló por teléfono para que fuera a ver su cuerpo, argumentando que había fallecido por una falla del corazón. A partir de esto, Fournier comentó lo siguiente:

«Llegué allá. Estaba helado, mal tapado, con la cara hundida en la almohada y los pies amoratados [...] Manuel insistía y entonces preparé el certificado. Diagnostiqué una cardiopatía congénita [...] Poco después me habló el legista del Hospital Juárez, Rojo de la Vega: Abraham se había inyectado más de un gramo de cocaína.»

Otras versiones, relatadas por el autor Olivier Debroise y Schneider, indican que fue el ama de llaves quien descubrió su cadáver y avisó a su patrón, quien había salido a trabajar desde temprano. Al regresar, Rodríguez Lozano encontró la puerta de Ángel cerrada por dentro, teniendo que recurrir a Xavier Villaurrutia, el más delgado de los presentes, para entrar por la ventana.

## Legado
Muchos fueron los contemporáneos de Abraham Ángel quienes encontraron en el joven pintor una expresión pura de mexicanidad rebosante y en su muerte apoteosis de la pasión más pura. Con motivo de la llegada de una exposición organizada por Rodríguez Lozano y Julio Castellanos a París, el embajador de México en Francia, Alfonso Reyes, escribe:

Ese trote inacabable que, desde los emisarios de Moctezuma viene a nosotros, y parece que ha de ceñir la tierra con otros anillos de Saturno. El muerto: la maravilla y flor de la pintura mexicana, Abraham Ángel, tan precoz y ardiente, que tuvo que desaparecer como Rimbaud. El joven maestro, en medio de sus conversaciones, se vuelve a veces para acariciar al compañero invisible. Y entonces calla, quemando siempre: y entonces viene a ser la pipa encendida, cuando duerme y cunde sin humo.

Daniel Cosío Villegas, intelectual y académico destacado, diría por su parte, poco después de su muerte:

Como colaboradores de Best Maugard están muchos jóvenes pintores [...] Entre éstos, merecen lugar aparte Manuel Rodríguez Lozano y su discípulo [...] Abraham Ángel acaba de morir a los diecinueve años. Principió a una altura a la que llegan otros después de muchos años de experiencia. Abraham Ángel es, tal vez, el que hizo más pintura mexicana.

Finalmente, Agustín Velázquez Chávez en su Índice de la pintura mexicana contemporánea declara sobre su legado, como uno de los primeros críticos que profundiza en la estética y trasfondo de la pintura de Abraham, que:

Sus producciones [...] revelan el genio pictórico de mayor elegancia, simplicidad y delicadeza de la pintura mexicana contemporánea. Sus dibujos de líneas "extra-delgadas", armoniosas y rítmicas que se combinan en pintura con el color personalísimo de tonos ocres, morados, verdes, opalescentes, azules y rosas, demuestran en sus retratos y paisajes una interpretación emotiva y tienen una entrañable fidelidad hacia la vida pueblerina y provinciana de México. La sencillez de los temas, y las actitudes de los personajes, composición del detalle -olvidado por el pintor en el momento de crear y presente siempre en forma espontánea, casi infantil, en sus producciones- acusan una sensibilidad próxima a lo grandioso.

A pesar de lo limitado de su producción artística y la abrupta interrupción de su carrera, el llamado "Rimbaud mexicano" dejó un impacto profundo en el círculo intelectual y artístico de la década de 1920. No pocos serían los que hallarían en sus trazos infantiles y colores vivos inspiración para nuevas expresiones en la construcción de la identidad nacional posrevolucionaria. A partir de la década de 1980 su figura pasaría por un proceso de reivindicación y sus obras pasarían por una serie de exposiciones, destacando el "Homenaje al movimiento de escuelas de pintura de aire libre", presentada entre octubre y noviembre de 1981 en el Palacio de Bellas Artes, y culminando con la exposición "Abraham Ángel, su obra y su tiempo", organizada en conjunto por los museos de San Carlos, en la Ciudad de México, Pape de Monclova, Coahuila, y el Museo de Bellas Artes de Toluca, Estado de México, con presentaciones de Olivier Devroise y Sylvia Pandolfi. Fue esta la primera ocasión que las obras del artista eran expuestas bajo un trabajo de curaduría con Abraham Ángel como único expositor.

## Obras
La siguiente lista reproduce de manera esquemática el catálogo de la obra conocida de Abraham Ángel elaborado por el crítico Luis Mario Schneider.
- Concepción (1921)
- Y la serpiente, furiosa, perseguía a las mariposas que libaban de un rosal... (1922)
- La bañadora (1922)
- Me mato por una mujer traidora (1922)
- Retrato de Manuel Rodríguez Lozano (1922)
- Iztapalapa (1923)
- Tepito (1923)
- Cuernavaca [I] (1923)
- Cuernavaca [II] (1923)
- Paisaje o La mulita (1923)
- Autorretrato (1923)
- Retrato o La chica de la ventana (1923)
- Concha [Retrato de Concepción Villalobos de Card] (1923)
- La inda o La indita (1923)
- La mesera (1923)
- Lupe y María (1923)
- El cadete (1923)
- Retrato (1923)
- Los novios (1924)
- La familia (1924)
- La chica [Retrato de Amelia Card Valdés] (1924)
- Retrato de Cristina Crespo (1924)
- Sigue adelante [Autorretrato para la tesis de Raoul Fournier] (1924)
- Retrato de Hugo Tighman (1924)
- Retrato (1924)

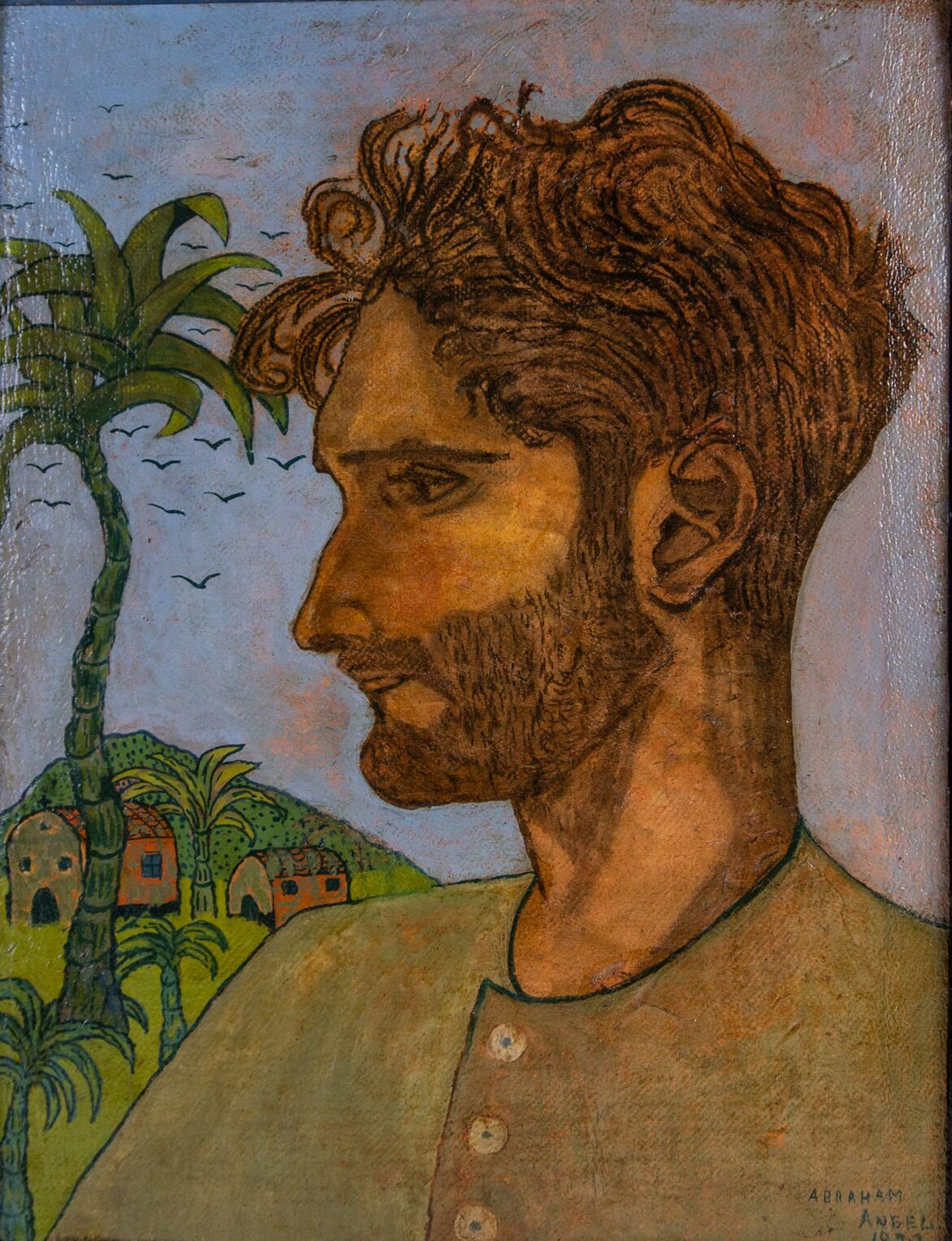
Retrato de Manuel Rodríguez Lozano (1922), Museo de Aguascalientes
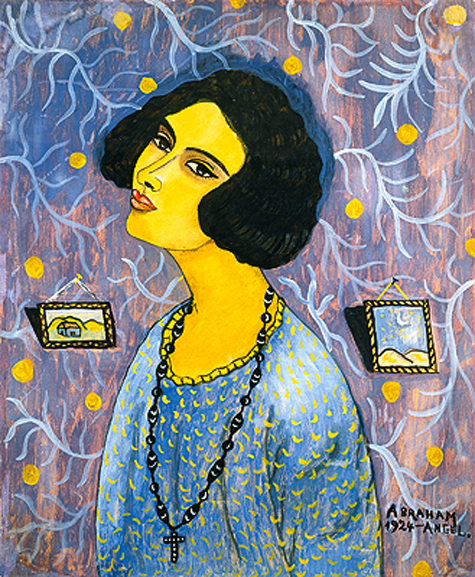
La Chica (Retrato de Amelia Card Valdés) (1924), Colección Banamex, Ciudad de México
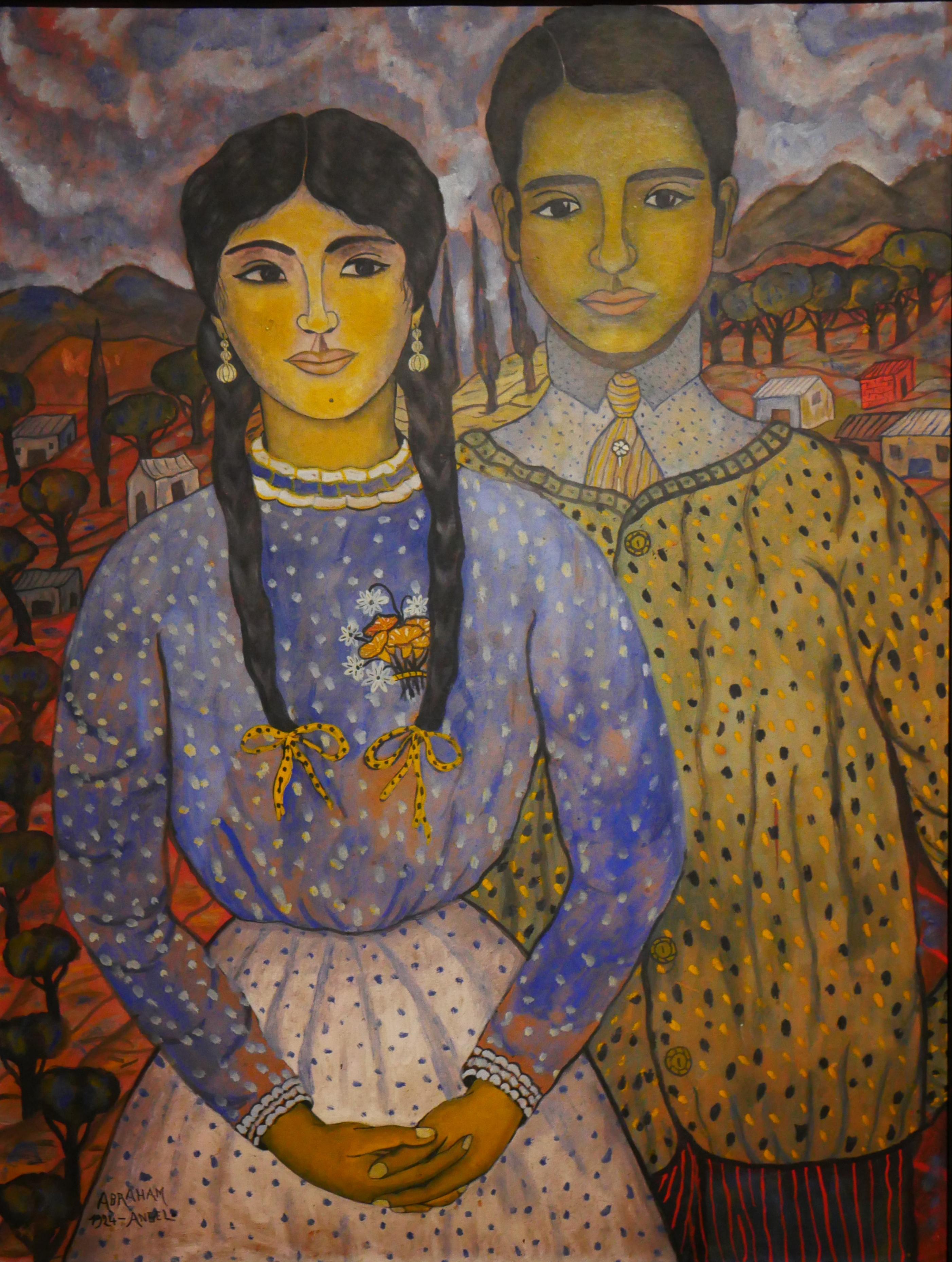
Los Novios (1924), Colección privada
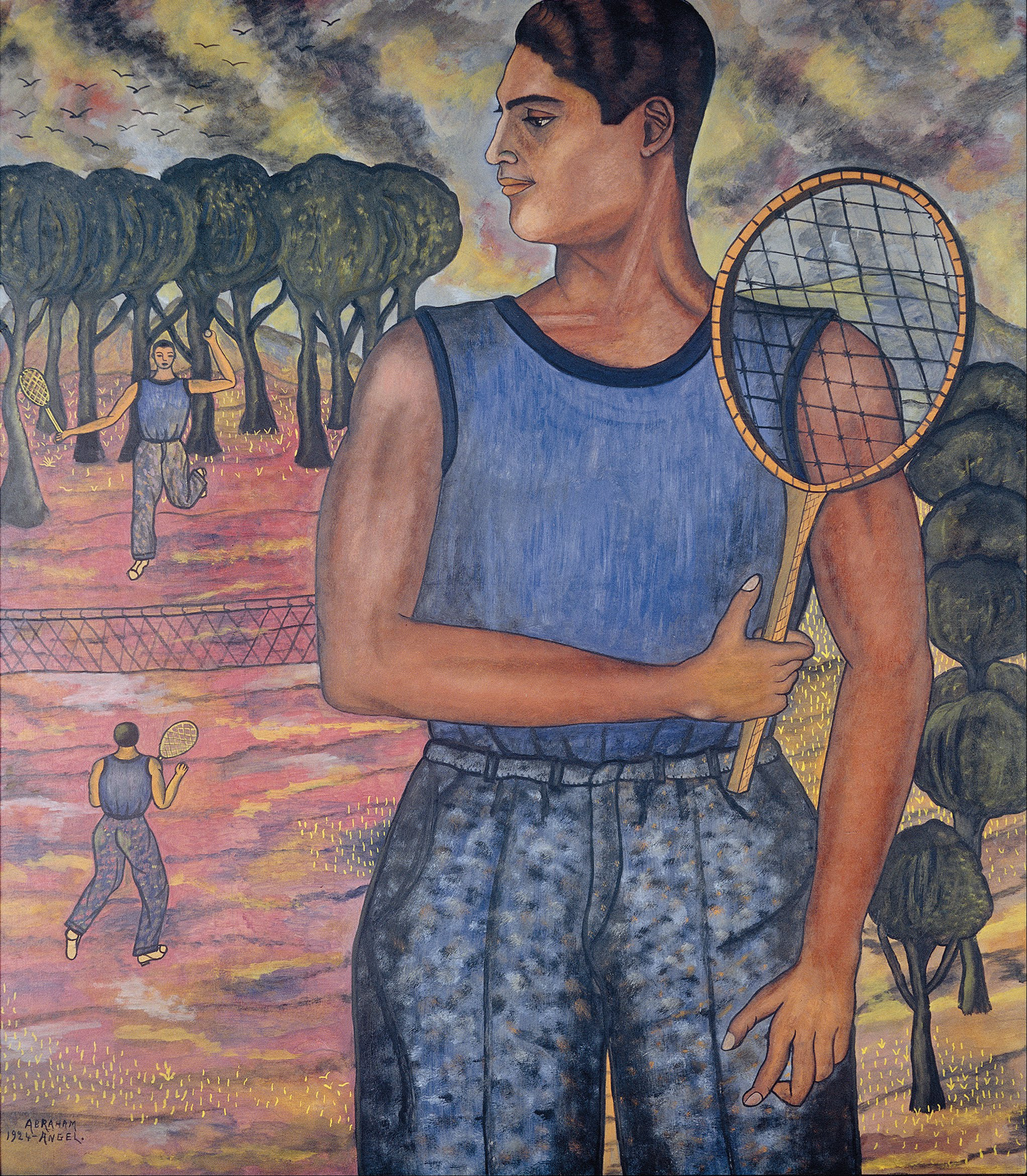
Retrato de Hugo Tilghman (1924), MUNAL, Ciudad de México